# 楚、巴攻邓、鄾之战
楚、巴攻邓、鄾之战，是指發生於公元前703年（周桓王十七年）楚巴兩國聯軍攻邓鄾兩國的戰爭

## 起因
巴國使者韓服與楚國使者道朔共同出使訪問鄧國，然而楚巴兩國使者在途中被鄧國的附庸—鄾國所截殺，楚國於是派遣薳章去鄧國要求交代，但鄧國否認楚巴二使之死是鄾國所為。

## 戰爭
公元前703年夏，楚國與巴國共同出兵攻打鄾國，鄧國派遣養甥、聃甥率軍援鄾，戰爭初時兩軍陷於僵持，於是楚將鬬廉詐敗率楚軍退走，鄧軍乘機追擊楚軍，卻忽視留在背後的巴軍，鄧軍受到自後而攻，而楚軍看到鄧軍受到巴軍攻擊，也還軍攻擊鄧軍。
鄧軍受到楚、巴二軍前後夾攻而戰敗，鄾國政權也在隨後某個晚上垮台，被楚國吞併。